# Latefa Ahrar
Latefa  Ahrrare  est une actrice marocaine, née le 12 novembre 1971 à Meknès.

## Biographie
Elle parle cinq langues (arabe, Tamazight, français, anglais, espagnol). Sa famille a souvent déménagé à l'intérieur du Maroc, au gré des affectations de son père qui était militaire. Elle est d'origine berbère de Azrou. 
Artiste pluridisciplinaire, elle joue au théâtre et parfois met en scène comme sur Last Night, création du Théâtre des Amis dans laquelle elle joue, d'après un texte de l'écrivain Mohamed Said Al Danahani ou Parle moi comme la pluie d'après Tennessee Williams,, joue au cinéma et pour la télévision, lit des poèmes, et organise et dirige plusieurs festivals, chante et danse.
Elle a commencé sa carrière à la télévision  avec Bent Lafchouch (Fille gâtée) de Abdelatif Ayachi en 1990. Puis, elle rejoint l'ISADAC où elle obtient son diplôme en 1995. Depuis, elle a obtenu de nombreuses récompenses pour ses interprétations. Elle a joué récemment dans Exils de Tony Gatlif ou travaillé sur Indigènes de Rachid Bouchareb et The man who sold the world. Elle est engagée dans de nombreuses causes humanitaires.
En 2009, elle joue au théâtre Douleur sous clé d’Eduardo De Filippo adapté en dialecte marocain par Abdellatif Firdaous, mis en scène de Karim Troussi et interprété avec Hicham Ibrahimi et Henri Thomas de la Compagnie du Jour,.

## Filmographie

### Cinéma
- 1997 : Femmes et Femmes (rôle secondaire)
- 2006 : Les dix commandements : Tribes Woman #3
- 2008 : Les Hirondelles... Les Cris de jeunes filles des hirondelles
- 2011 : Taza : Meryem
- 2014 : Black screen (court-métrage)
- 2014 : La Grande Safae (court-métrage)
- 2015 : Aida
- 2015 : Starve Your Dog : Rita
- 2017 : Headbang Lullaby : Rita
- 2017 : Hayat (Vie)

### Télévision

#### Séries télévisées
- 1998 : Men Dar Ldar (d'une maison à l'autre)
- 1999 : Assarab (Le Mirage)
- 2009 : N'sib Lhaj Azzouz (Le gendre de Lhaj Azzouz)

## Théâtre
- 1991 : Le Théâtre et son double de Antonin Artaud
- 1993 : Noces de sang de Federico García Lorca )
- 1995 : Iphigénie de Jean Racine
- 1999 : Escadron en route vers la mort (es) de Alfonso Sastre
- 2000 : L’impromptu de Casablanca de M. Nadif
- 2001 : Les Caprices de Marianne de Alfred de Musset
- 2003 : Jrada malha de Salima Benmoumen
- 2004 : Mots croisés de Abdelillah Hamdouchi
- 2005 : Jours et nuit adaptation de Daif Bouselham
- 2008 : L’Honneur de la guerre d'après Abdelatif Firdaous
- 2008 : Douleur sous clé d'après Abdelatif Firdaous

### Mise en scène
- 1995 : Parle-moi comme la pluie et laisse-moi écouter de Tennessee Williams
- 1999 : C’était hier de Harold Pinter
- 2004 : Iphiginea auf tauris de Werner Fassbinder
- 2005 : Last Night de Mohamed Said Aldanahani
- 2006 : Women looking for ghost de William Shakespeare

## Distinctions
- Meilleure comédienne de l’année pour la pièce de théâtre Eléphant et pantalons de Tayeb Saddiki Maroc (1998)
- Prix du meilleur second rôle féminin pour le film Mona saber d'Abdelhay Laraki au Festival international de cinéma d’Alexandrie Égypte (2002)
- Prix du meilleur second rôle féminin pour le film Mona saber d'Abdelhay Laraki au Festival national du cinéma à Oujda Maroc (2003)
- Prix de meilleure comédienne pour la pièce de théâtre Jrada malha au Festival national du théâtre à Meknès Maroc (2003)
- Prix spécial du jury pour la pièce de théâtre Last Night de Mohamed Said Aldanahani au Festival international du monodrame à Kiel Allemagne (2006)
- Prix de recherche théâtrale et d’interprétation féminine pour la pièce de théâtre Last Night de Mohamed Said Aldanahani au Festival International de Théâtre de Wrostja Pologne (2008)